# Даніло Донаті
Дані́ло Дона́ті (італ. Danilo Donati; нар. 6 квітня 1926, Суццара, Ломбардія, Італія — пом. 2 грудня, 2001, Рим, Італія) — італійський художник кіно і художник по костюмах, письменник, двічі лауреат премій «Оскар» і BAFTA, а також численних премій «Давид ді Донателло» та «Срібна стрічка» .

## Біографія та творча кар'єра
Даніло Донаті народився 6 квітня 1926 року в Суццарі, провінція Ломбардія в Італії. З дитинства цікавився мистецтвом, особливо літературою. Поступив на навчання до школи мистецтв Scuola d'Arte di Porta Romana у Флоренції. Під час Другої світової війни, завдяки родині, йому вдалося уникнути служби у війську. Відразу по війні він став учнем художника Оттоне Розаї у флорентійській Accademia di belle arti, але був призваний до армії.
У 1953 році Донаті втратив улюблену матір, внаслідок чого у нього настав період депресії, що тривав близько двох років, наприкінці якого він почав співпрацювати з Лукіно Вісконті та працювати в театрі. У 1959 році режисер Маріо Монічеллі доручив йому розробку костюмів для фільму «Велика війна». У 1961 році Донаті співпрацював з Роберто Росселліні, у фільмі якого «Ваніна Ваніні» був художником по костюмах. Відтоді його кар'єра стала швидко розвиватися: у 1962 році почався період його співпраці з П'єром Паоло Пазоліні.
Одночасно Донаті співпрацював з Мауро Болоньїні, Альберто Латтуадою та зі своїм другом Франко Дзефіреллі. У 1967 році Донаті створив костюми для фільму Дзеффіреллі «Приборкання норовливої», за які був відзначений премією «Срібна стрічка». За красиві костюми епохи Відродження, створені для фільму Дзеффіреллі «Ромео і Джульєтта» (1968), Донаті в 1969 році був удостоєний своєї першої нагороди «Оскар», а також премій BAFTA і «Срібна стрічка». У 1969 році Донаті починає співпрацювати з Федеріко Фелліні. У 1977 році він отримав свою другу премію «Оскар» завдяки фільму «Казанова Федеріко Фелліні», для якого відтворив химерні та багаті костюми XVIII століття. У 1986 році Донаті був відзначений преміями «Давид ді Донателло» за найкращі костюми і «Срібна стрічка» за костюми для фільму «Джинджер і Фред» Фелліні.
Також Донаті працював артдиректором в декількох фільмах, у тому числі «Хто працює, той пропащий» (1963) Тінто Брасса, «За отриману милість» (1971) Ніно Манфреді, «Франциск» (1989) Ліліани Кавані, «Маріана Укрія» (1997) Роберто Фаенца, створив костюми для американського фільму «Флеш Гордон» (1980), працював на телебаченні, створюючи костюми для мінісеріалів і телефільмів «Франциск Ассізький» (1966) Л. Кавані, «Клоуни» (1970) Ф. Фелліні, «Ностромо» (1997), «Нана» (1999), та ін.
У 1994 році Донаті почав співпрацювати з Роберто Беніньї, а фільм «Піноккіо» (2002) цього режисера став останнім, для якого Донаті створив костюми, а також виступив художником-постановником, за що у 2003 році був удостоєний (посмертно) призів «Давид ді Донателло» за найкращу художню постановку та найкращі костюми.
Донаті пробував себе і в письменницькій діяльності, опублікувавши роман (частково автобіографічний) «Комендантська година», в якій описав атмосферу часів 1940-х років у Флоренції та дні, що передували звільненню міста західними союзниками.
Данило Донаті помер в Римі 2 грудня 2001 року у віці 75 років.

## Фільмографія

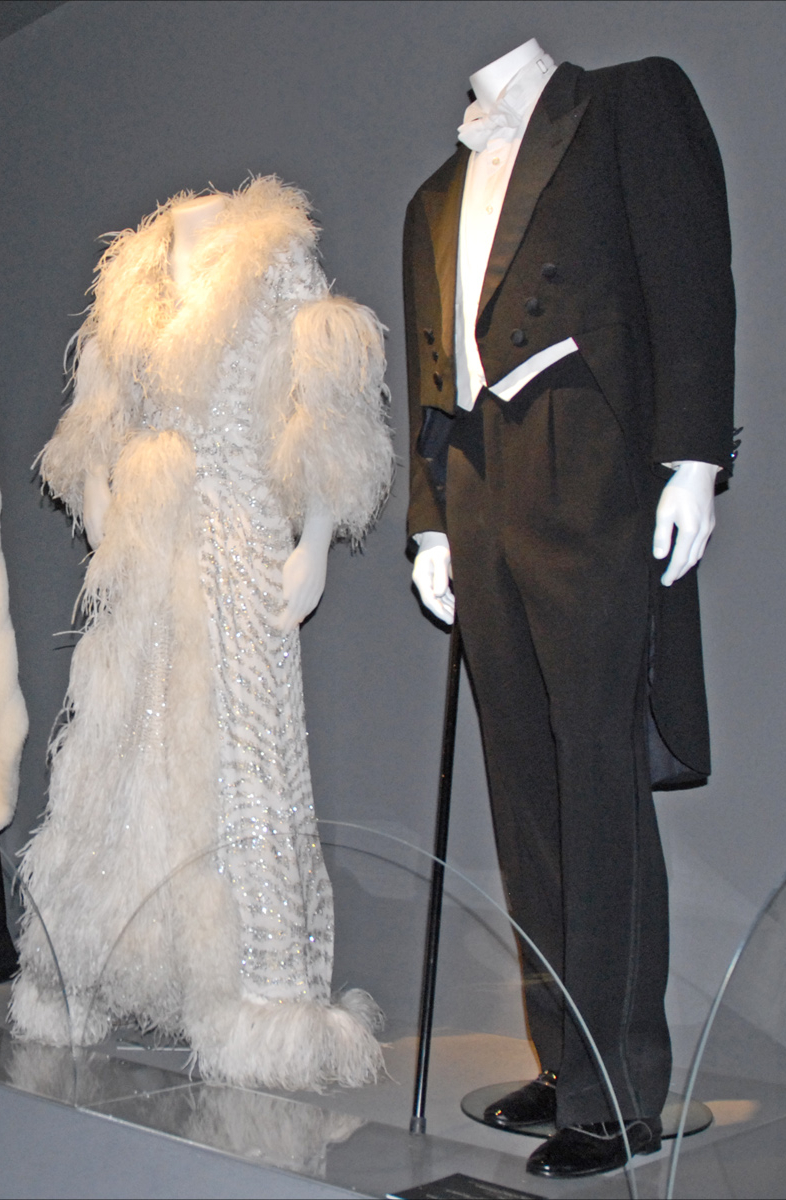
Костюми для ролей Д. Мазіни і М. Мастроянні у фільмі «Джинджер і Фред» (1985)

| Рік       |     | Назва українською           | Оригінальна назва                       | Художник                            |
| --------- | --- | --------------------------- | --------------------------------------- | ----------------------------------- |
| 1959      |     | Велика війна                | La grande guerra                        | по костюмах                         |
| 1960      |     | Адуя і її подруги           | Adua e le compagne                      | по костюмах                         |
| 1960      |     | Танк 8 вересня              | Il carro armato dell'8 settembre        | декоратор, по костюмах              |
| 1961      |     | Ваніна Ваніні               | Vanina Vanini                           | по костюмах                         |
| 1962      |     | Золоте дно                  | La cuccagna                             | по костюмах                         |
| 1962      |     | Степ                        | La steppa                               | по костюмах                         |
| 1962      |     | РоГоПаГ                     | Ro.Go.Pa.G.                             | по костюмах                         |
| 1963      |     | Красуня з Лоді              | La bella di Lodi                        | декоратор, по костюмах              |
| 1963      |     | Хто працює, той пропащий    | Chi lavora è perduto (In capo al mondo) | по костюмах                         |
| 1963      |     | Командир                    | Il comandante                           | по костюмах                         |
| 1964      |     | Євангеліє від Матвія        | Il vangelo secondo Matteo               | по костюмах                         |
| 1965      |     | Мандрагора                  | La mandragola                           | по костюмах                         |
| 1966      |     | Птахи великі і малі         | Uccellacci e uccellini                  | по костюмах                         |
| 1966      | т/ф | Франциск Ассізький          | Francesco d'Assisi                      | декоратор                           |
| 1966      |     | Ель Греко                   | El Greco                                | по костюмах                         |
| 1967      |     | Приборкання норовливої      | The Taming of the Shrew                 | по костюмах                         |
| 1967      |     | Шевальє Де Мопен            | Madamigella di Maupin                   | по костюмах                         |
| 1967      |     | Цар Едіп                    | Edipo re                                | по костюмах                         |
| 1967      |     | Пояс цнотливості            | La cintura di castità                   | по костюмах                         |
| 1968      |     | Ромео і Джульєтта           | Romeo and Juliet                        | по костюмах                         |
| 1968      |     | Коханка Граміньї            | L'amante di Gramigna                    | по костюмах                         |
| 1969      |     | Черниця в Монці             | La monaca di Monza                      | по костюмах                         |
| 1969      |     | Свинарник                   | Porcile                                 | по костюмах                         |
| 1969      |     | Сатирикон Фелліні           | Fellini — Satyricon                     | декоратор, по костюмах              |
| 1970      | т/ф | Клоуни                      | I clowns                                | по костюмах                         |
| 1970      |     | Декамерон                   | Il Decameron                            | по костюмах                         |
| 1971      |     | За отриману милість         | Per grazia ricevuta                     | декоратор, по костюмах              |
| 1971      |     | Кентерберійські оповідання  | I racconti di Canterbury                | по костюмах                         |
| 1972      |     | Брат Сонце, сестра Місяць   | Fratello sole, sorella luna             | по костюмах                         |
| 1972      |     | Рим                         | Roma                                    | постановник, по костюмах            |
| 1973      |     | День гніву                  | Fury                                    | по костюмах                         |
| 1973      |     | Амаркорд                    | Amarcord                                | постановник, по костюмах            |
| 1974      |     | Квітка тисячі й однієї ночі | Il fiore delle mille e una notte        | по костюмах                         |
| 1975      |     | Сало, або 120 днів Содому   | Salò o le 120 giornate di Sodoma        | по костюмах                         |
| 1976      |     | Казанова Федеріко Фелліні   | Il Casanova di Federico Fellini         | по костюмах                         |
| 1977      |     | Мессаліна, Мессаліна!       | Messalina, Messalina!                   | декоратор                           |
| 1977      |     | Велике вариво               | Gran bollito                            | постановник, декоратор, по костюмах |
| 1979      |     | Ураган                      | Hurricane                               | постановник, декоратор, по костюмах |
| 1979      |     | Калігула                    | Caligula                                | по костюмах                         |
| 1980      |     | Флеш Гордон                 | Flash Gordon                            | постановник, по костюмах            |
| 1985      |     | Руда Соня                   | Red Sonja                               | постановник, по костюмах            |
| 1985      |     | Джинджер і Фред             | Ginger e Fred                           | по костюмах                         |
| 1986      |     | Момо                        | Momo                                    | постановник, по костюмах            |
| 1987      |     | Інтерв'ю                    | Intervista                              | постановник, по костюмах            |
| 1989      |     | Франциск                    | Francesco                               | постановник, декоратор, по костюмах |
| 1990      | т/с | Хресна мати 2               | Vendetta: Secrets of a Mafia Bride      |                                     |
| 1992—2006 | т/с | Тихий Дон                   | Тихий Дон                               |                                     |
| 1994      |     | Монстр                      | Il mostro                               | художник по костюма                 |
| 1996      | т/с | Ностромо                    | Nostromo                                | по костюмах                         |
| 1997      |     | Маріанна Укрія              | Marianna Ucrìa                          | постановник                         |
| 1997      |     | Життя прекрасне             | La vita è bella                         | постановник, по костюмах            |
| 1999      | т/ф | Нана                        | Nanà                                    |                                     |
| 2000      | т/ф | Єрусалим                    | Jérusalem                               | постановник, по костюмах            |
| 2002      |     | Піноккіо                    | Pinocchio                               | постановник, по костюмах            |

## Визнання
| Рік                         | Категорія                               | Номінант                                               | Результат |
| --------------------------- | --------------------------------------- | ------------------------------------------------------ | --------- |
| Премія «Срібна стрічка»     |                                         |                                                        |           |
| 1960                        | Найкращий дизайн костюмів               | Велика війна                                           | Номінація |
| 1961                        | Найкращий дизайн костюмів               | Адуя і її подруги                                      | Номінація |
| 1965                        | Найкращий дизайн костюмів               | Євангеліє від Матвія                                   | Перемога  |
| 1967                        | Найкращий дизайн костюмів               | Шевальє Де Мопен                                       | Номінація |
| 1968                        | Найкращий дизайн костюмів               | Цар Едіп                                               | Номінація |
| 1968                        | Найкращий дизайн костюмів               | Приборкання норовливої                                 | Перемога  |
| 1969                        | Найкращий дизайн костюмів               | Ромео і Джульєтта                                      | Перемога  |
| 1970                        | Найкраща робота художника-постановника  | Сатирикон Фелліні (спільно з Луїджі Скаччаноче)        | Перемога  |
| 1970                        | Найкращий дизайн костюмів               | Сатирикон Фелліні (спільно з Луїджі Скаччаноче)        | Перемога  |
| 1971                        | Найкращий дизайн костюмів               | Клоуни                                                 | Перемога  |
| 1972                        | Найкраща робота художника-постановника  | За отриману милість                                    | Номінація |
| 1973                        | Найкраща робота художника-постановника  | Рим                                                    | Перемога  |
| 1973                        | Найкращий дизайн костюмів               | Рим                                                    | Перемога  |
| 1974                        | Найкращий дизайн костюмів               | Амаркорд                                               | Номінація |
| 1975                        | Найкращий дизайн костюмів               | Квітка тисячі й однієї ночі                            | Номінація |
| 1977                        | Найкраща робота художника-постановника  | Казанова Фелеріко Фелліні                              | Перемога  |
| 1977                        | Найкращий дизайн костюмів               | Казанова Фелеріко Фелліні                              | Перемога  |
| 1986                        | Найкращий дизайн костюмів               | Джинджер і Фред                                        | Перемога  |
| 1989                        | Найкраща робота художника-постановника  | Францизск                                              | Перемога  |
| 1998                        | Найкращий дизайн костюмів               | Маріанна Укрія                                         | Перемога  |
| 1998                        | Найкраща робота художника-постановника  | Маріанна Укрія                                         | Перемога  |
| Премія «Оскар»              |                                         |                                                        |           |
| 1967                        | Найкращий дизайн костюмів               | Мандрагора                                             | Номінація |
| 1967                        | Найкращий дизайн костюмів               | Євангеліє від Матвія                                   | Номінація |
| 1968                        | Найкращий дизайн костюмів               | Приборкання норовливої (спільно з Ірен Шарафф)         | Номінація |
| 1969                        | Найкращий дизайн костюмів               | Ромео і Джульєтта                                      | Перемога  |
| 1977                        | Найкращий дизайн костюмів               | Казанова Федеріко Фелліні                              | Перемога  |
| Премія BAFTA                |                                         |                                                        |           |
| 1969                        | Найкращий дизайн костюмів               | Ромео і Джульєтта                                      | Перемога  |
| 1974                        | Найкраща робота художника-постановника  | Рим                                                    | Номінація |
| 1974                        | Найкращий дизайн костюмів               | Брат Сонце, сестра Місяць                              | Номінація |
| 1978                        | Найкраща робота художника-постановника  | Казанова Федеріко Фелліні (спільно з Федеріко Фелліні) | Перемога  |
| 1978                        | Найкращий дизайн костюмів               | Казанова Федеріко Фелліні                              | Перемога  |
| 1981                        | Найкращий                               | Флеш Гордон                                            | Номінація |
| 1981                        | Найкращий                               | Флеш Гордон                                            | Номінація |
| Премія «Давид ді Донателло» |                                         |                                                        |           |
| 1986                        | Найкращий дизайн костюмів               | Джинджер і Фред                                        | Перемога  |
| 1988                        | Найкраща робота художника-постановника  | Інтерв'ю                                               | Номінація |
| 1989                        | Найкраща робота художника-постановника  | Франциск                                               | Перемога  |
| 1997                        | Найкраща робота художника-постановника  | Маріанна Укрія                                         | Перемога  |
| 1997                        | Найкращий дизайн костюмів               | Маріанна Укрія                                         | Перемога  |
| 1998                        | Найкращий робота художника-постановника | Життя прекрасне                                        | Перемога  |
| 1998                        | Найкращий дизайн костюмів               | Життя прекрасне                                        | Перемога  |
| 2003                        | Найкращий робота художника-постановника | Піноккіо                                               | Перемога  |
| 2003                        | Найкращий дизайн костюмів               | Піноккіо                                               | Перемога  |